# هافن موسى
هافن موسى (بالإنجليزية: Haven Moses)‏ هو لاعب كرة قدم أمريكية أمريكي، ولد في 27 يوليو 1946 في لوس أنجلوس في الولايات المتحدة.

## وصلات خارجية
- هافن موسى على موقع مرجع كرة القدم المحترفة.كوم (الإنجليزية)
- هافن موسى على موقع قاعة كولورادو للمشاهير الرياضية (الإنجليزية)
- هافن موسى على موقع IMDb (الإنجليزية)